# 烏薩河 (托木河支流)
烏薩河是俄羅斯的河流，屬於托木河的右支流，由科麥羅沃州負責管轄，河道全長179公里，流域面積3,610平方公里，發源自庫茲涅茨克山，河水主要來自融雪，每年十一月至翌年五月結冰。